# فلیلاند
فلیلاند (به هلندی: Vlieland) یک منطقهٔ مسکونی در هلند است که در فریسلاند واقع شده‌است. فلیلاند ۳ متر بالاتر از سطح دریا واقع شده‌است.

## نگارخانه

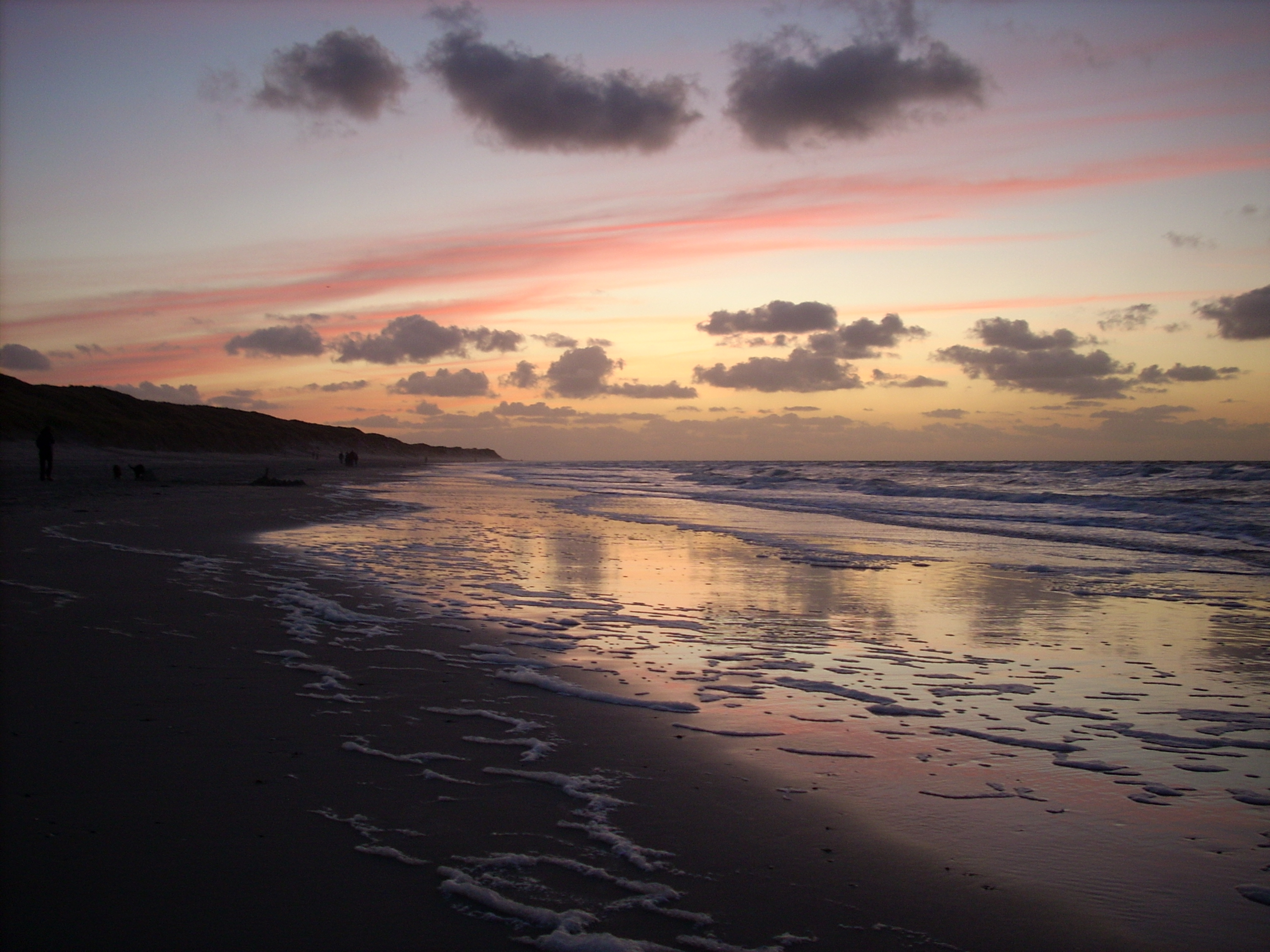
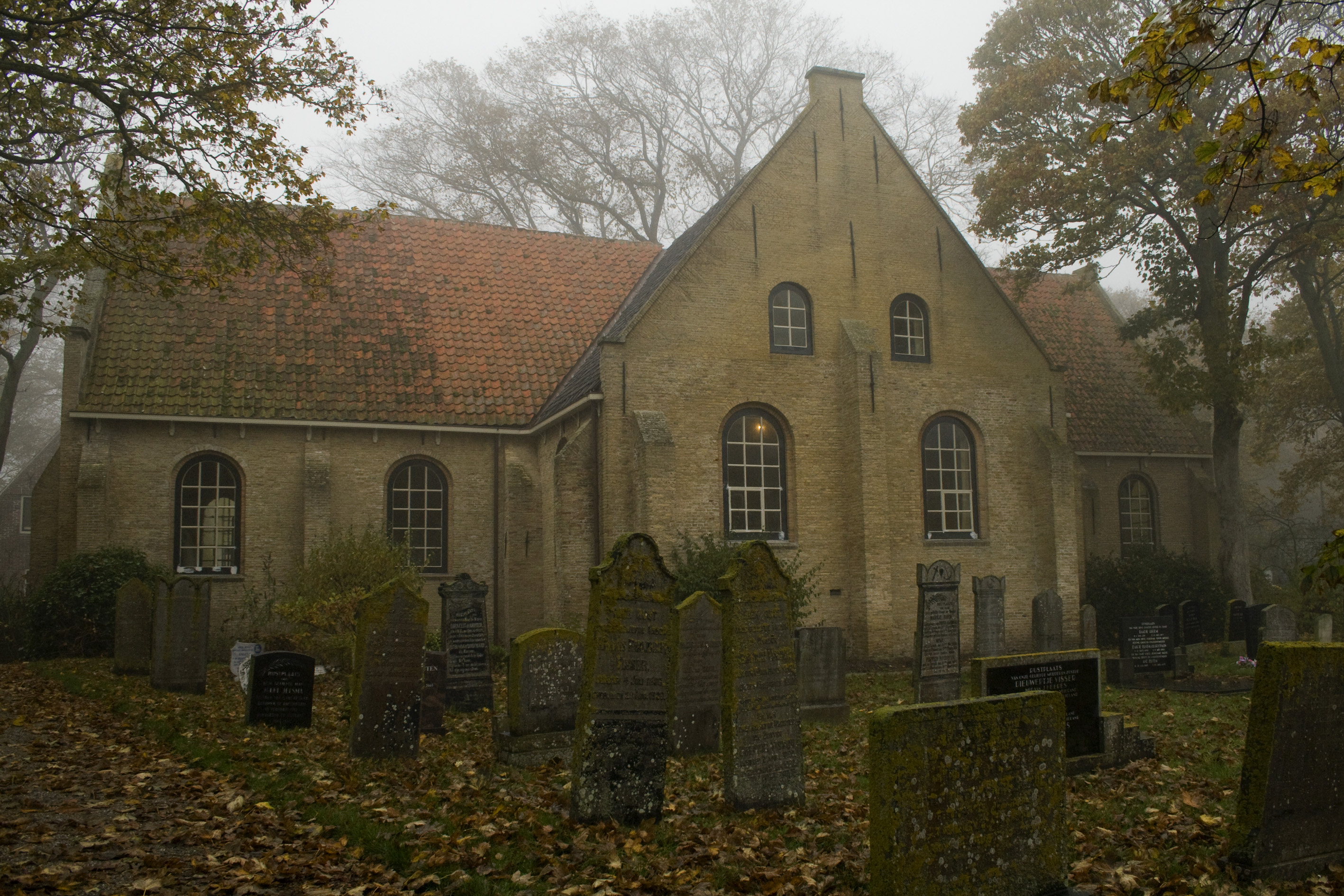
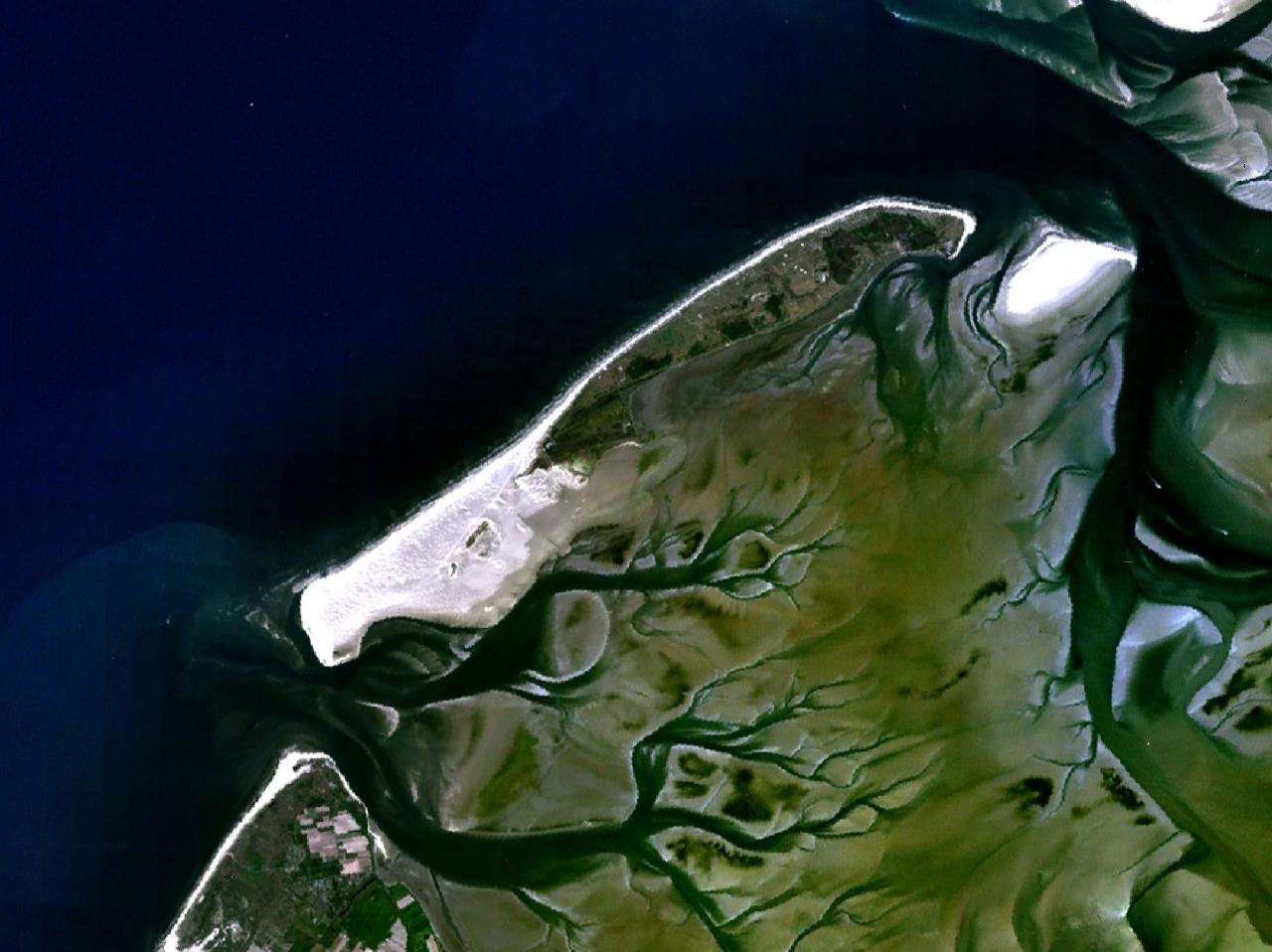